# Ахремовецька сільська рада
55°34′54″ пн. ш. 27°6′54″ сх. д. / 55.58167° пн. ш. 27.11500° сх. д.
Ахремовецька сільська рада (біл. Ахрэмавецкі сельсавет) — адміністративно-територіальна одиниця у складі Браславського району, Вітебської області Білорусі. Адміністративний центр сільської ради — агромістечко Ахремовці.

## Розташування
Ахремовецька сільська рада розташована на півночі Білорусі, у північній частині Вітебської області, на південний схід від районного центру Браслав.
На території сільської ради розташовані повністю, чи частково озера: Дрив'яти (36,1 км²), Золово (0,31 км²), Подворне (0,29 км²), Корня (0,28 км²), Середнік (0,17 км²), Шилово, Гурка, Дружно, Лабутевське.

## Склад сільської ради
До складу Ахремовецької сільської ради входять 39 населених пунктів:
| - Ахремовці — агромістечко. - Ахремовщина — хутір. - Гаврилове — хутір. - Гайлеши — село. - Гірдюши — село. - Гурка — село. - Дігтяри — село. - Дов'яти Великі — село. - Дов'яти Малі — село. - Жвірблі — село. - Заболоття — село. - Забірря — село. - Закірря — село. | - Замошшя — село. - Зімірка — село. - Зимники — село. - Кам'янка — село. - Кумша — село. - Лабутевци — село. - Мазурине — село. - Мартіновци — село. - Матеши — село. - Мелевци — село. - Мілаши — село. - Морозовщина — село. - Озеровці — село. | - Околиця — село. - Ольгердове — село. - Переволока — хутір. - Петкунішки — село. - Полісся — хутір. - Прудінка — хутір. - Розета — село. - Рудава — село. - Рукши — село. - Самовольци — село. - Сквартішки — село. - Укольськ — село. - Шакури — село. |

Населені пункти, які раніше існували на території сільської ради і зняті з обліку:
- Кісловщина — село.
- П'євци — село.
- Шараманка — село.